# Crytea tsitsikamae
Crytea tsitsikamae là một loài tò vò trong họ Ichneumonidae.